# Маллинс, Хейден
Хайден Иэн Маллинс (англ. Hayden Ian Mullins; 27 марта 1979, Рединг) — английский футболист, выступавший на позиции полузащитника. После завершения карьеры стал тренером.

## Карьера

### Игровая
Воспитанник клуба «Кристал Пэлас», в составе которого начал свою взрослую карьеру Первом дивизионе Футбольной лиги. Дебютировал за команду в июле 1998 года в матче Кубка Интертото против «Самсунспора» (0:2). Провел пять сезонов в Английской Премьер-лиги, где Маллинс защищал цвета «Вест Хэм Юнайтед» и «Портсмута», сыграв в элите более 150 матчей.
В конце карьеры выступал за «Бирмингем Сити» и «Ноттс Каунти».

### Тренерская
Перестав играть, Хайден Маллинс перешел на тренерскую работу. До лета 2016 года он входил в штаб «Рединга», в котором он отвечал за развитие игроков, находящихся в аренде. В том же году он был принят на работу помощником Харри Кьюэлла в команде «Уотфорда» до 21 года но уже в скором времени возглавил его молодежный состав. В декабре 2019 и в июле 2020 года Муллинс дважды исполнял обязанности наставника «шершней»
С сентября 2020 по март 2021 года являлся ассистентом Стива Болла в клубе «Колчестер Юнайтед», а после его ухода — самостоятельно возглавил его. 19 января 2022 года был отправлен в отставку из-за слабых результатов
В 2023 году англичанин являлся главным тренером сборной Теркса и Кайкоса по футболу.

## Достижения
- Финалист Кубка Англии (2): 2005/2006, 2009/2010.